# Prix Lucien de Reinach
Der Prix Lucien de Reinach wird alle zwei Jahre von der Académie des Sciences Morales et Politiques für ein in Französisch geschriebenes Werk über das Outre-Mer verliehen. Es muss in den letzten zwei Jahren vor der Preisverleihung entstanden sein. Der Preisträger wird von einer Jury ausgewählt, die aus Mitgliedern der Akademie besteht.

## Preisträger
Bislang wurden folgende Preisträger ausgezeichnet:
- 2011 – Régis Verwimp: Les Jésuites en Guyane française sous l'Ancien Régime (1498–1768), Matoury (L'Ibis rouge), 2011.
- 2009 – Frédéric Piantoni: L'enjeu migratoire en Guyane française. Une géographie politique, Matoury (Ibis Rouge), 2009.
- 2007 – Raymond Boutin: La population de la Guadeloupe de l'émancipation à l'assimilation (1848–1946), Matoury (Ibis Rouge), 2006.
- 2005 – Élie Lescot: Haïti. Images d’une colonisation 1492–1804, Saint-Denis de la Réunion (Orphie), 2004.
- 2003 – Jean-Paul Ngoupandé: L'Afrique face à l'Islam, Paris, (Albin Michel), 2003.
- 2001 – Nelly Schmidt: Abolitionnistes de l'esclavage et réformateurs des colonies 1820–1850. Analyses et documents, Paris (Karthala), 2000
- 1971 – Dominique Zahan: Religion, spiritualité et pensée africaines, Paris, (Payot), 1970.
- 1961 – Piere Kalck (1924–2004): Réalités oubanguiennes – préface de Barthélemy Boganda? Paris, (Berger-Levrault), 1959.
- 19xx – Louis Vignon

## Weblink
- Website des Prix Lucien de Reinach (französisch)